# Клинковстрём (дворянский род)
Клинковстрём (швед. Klinckowström) — род, происходящий из Бранденбурга. В XVII веке перешёл в Швецию.

## Известные представители
- Карл Бернгард Клинковстрём (Karl Bernhard Klinckowström; 1682—1704) был фаворитом Карла XII, сражался при Нарве с русскими и пал в сражении при Калише.
- Его брат, Оттон Вильгельм (Otto Vilhelm Klinckowström; 1683—1731), был в 1708 представителем Швеции при польском дворе. После полтавской катастрофы посетил Карла в Бендерах и ездил, по его поручению, к татарскому хану, чтобы склонить его на сторону короля.
- Его брат, Леонард Клинковстрём (Leonard von Klinckowström; 1685—1759), при Полтаве попал в плен к русским; позже занимал в Швеции высшие гражданские должности.
- Аксель Леонард Клинковстрём (Axel Leonhard Klinckowström; 1775—1837) — моряк, автор писем об Америке (1818).
- Рудольф Мориц Клинковстрём (Rudolf Klinckowström; 1816—1902) — барон, военный и политический деятель, издатель документов Ферзена; автор нескольких ценных трудов по военной истории, как, например: «Данные для истории организации шведского генерального штаба» (1849), «Временник шведских инженеров» (1850—1852), «Архив военной истории Швеции 1630—1632» (1856).
- Отто Вильгельм Клинковстрём (Otto Wilhelm Klinckowström; 1778—1850) перешёл на русскую службу, был выборгским губернатором и членом финляндского сената. Род его внесён 6 февраля 1818 года в матрикул Рыцарского Дома Великого Княжества Финляндского, в число родов баронских, под № 17.
- Карл Фридрих Клинковстрём (Karl Friedrich von Klinckowström; 1738—1816) — прусский генерал-лейтенант, получил титул графа.